# St. Michael (Gottersdorf)

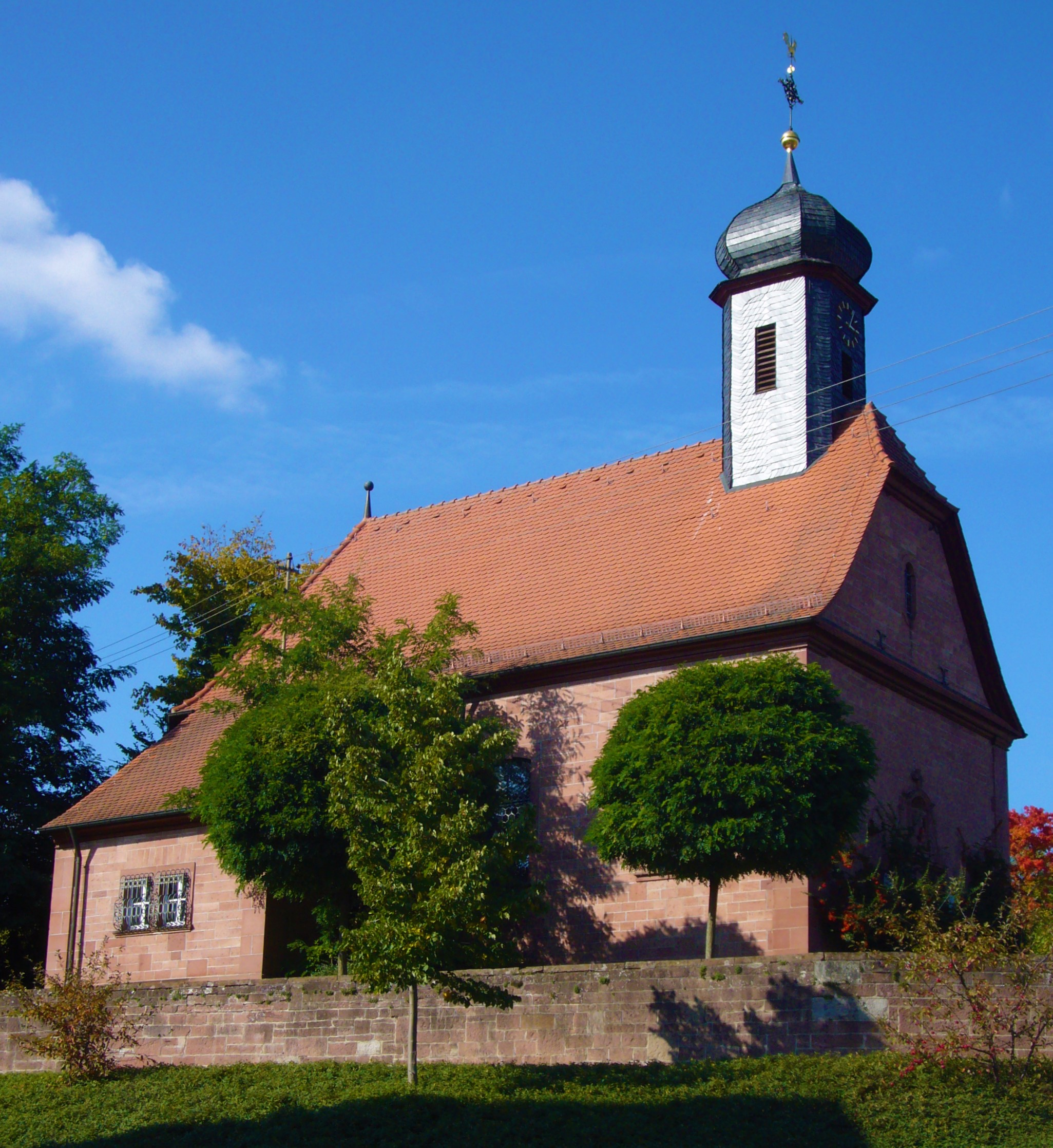
St. Michael in Gottersdorf

Die römisch-katholische Kirche St. Michael steht in Gottersdorf, einem Stadtteil von Walldürn im Neckar-Odenwald-Kreis von Baden-Württemberg. Das Bauwerk ist beim Landesamt für Denkmalpflege Baden-Württemberg als Baudenkmal eingetragen. Die Kirchengemeinde gehört zum Erzbistum Freiburg.

## Beschreibung
Die 1752 errichtete Saalkirche besteht aus einem im Westen dreiseitig geschlossenen Langhaus, aus dessen Dach sich im Osten westlich des Krüppelwalms ein sechseckiger, schiefergedeckter Dachreiter erhebt, in dessen Glockenstuhl drei Kirchenglocken hängen. Die Sakristei befindet sich unter dem Schleppdach an der Südseite des Langhauses. Die Kirchenausstattung stammt aus der Bauzeit.